# Juan José de Clou
Juan Manuel José de Clou (17?? - 17??), marqués de Íscar, político español que fue gobernador y capitán general de Yucatán en el virreinato de Nueva España, durante el reinado de Fernando VI de España.

## Datos históricos
Juan José de Clou era teniente de rey en Santo Domingo cuando se le ordenó por disposición real trasladarse a la Capitanía General de Yucatán para asumir el mando político y militar. El nuevo puesto no fue de su agrado y se empeñó sobremanera ante la corona española en que se le dispensara de continuar en él. Dos años duraron sus esfuerzos para verse desligado del nombramiento que le habían hecho, de 1750 a 1752.
El evento más significativo durante la administración de Juan José de Clou y que la causó gran consternación fue que los filibusteros ingleses que por esos años asolaban los litorales de la península de Yucatán, hicieron un desembarco sorpresivo en la costa norte de la región y después de someter a los pocos pobladores del puerto de Telchac avanzaron hacia el interior de la provincia hasta llegar al pueblo de Dzemul al que saquearon, llevándose además a algunos prisioneros para venderlos como esclavos en las colonias inglesas.
En agosto de 1752 el marqués de Íscar vio satisfechos su deseos de que se le retirara el cargo que repudiaba cuando fue sustituido por el mariscal de campo Melchor de Navarrete.